# Sufganiya
Sufganiya (plural: sufganiyot) ou em ídiche pontchikes é um doce similar ao brasileiro Sonho ou ao português Bola de Berlim. É um bolo de massa levedada doce frita em óleo, as vezes contendo geleia ou qualquer outro recheio no meio e açúcar em pó em cima, consumido pelas comunidades judaicas durante a festa de Hanuca. A Sufganiya é muito gordurosa, assim uma Sufganiya em tamanho médio contêm no mínimo 350 calorias. A Sufganyia é comida em Chanuká pois e frita em óleo fundo, e a festa de Chanuka simboliza o milagre da ânfora (jarra) de azeite. (em hebraico: Ness Pach HaShemen).

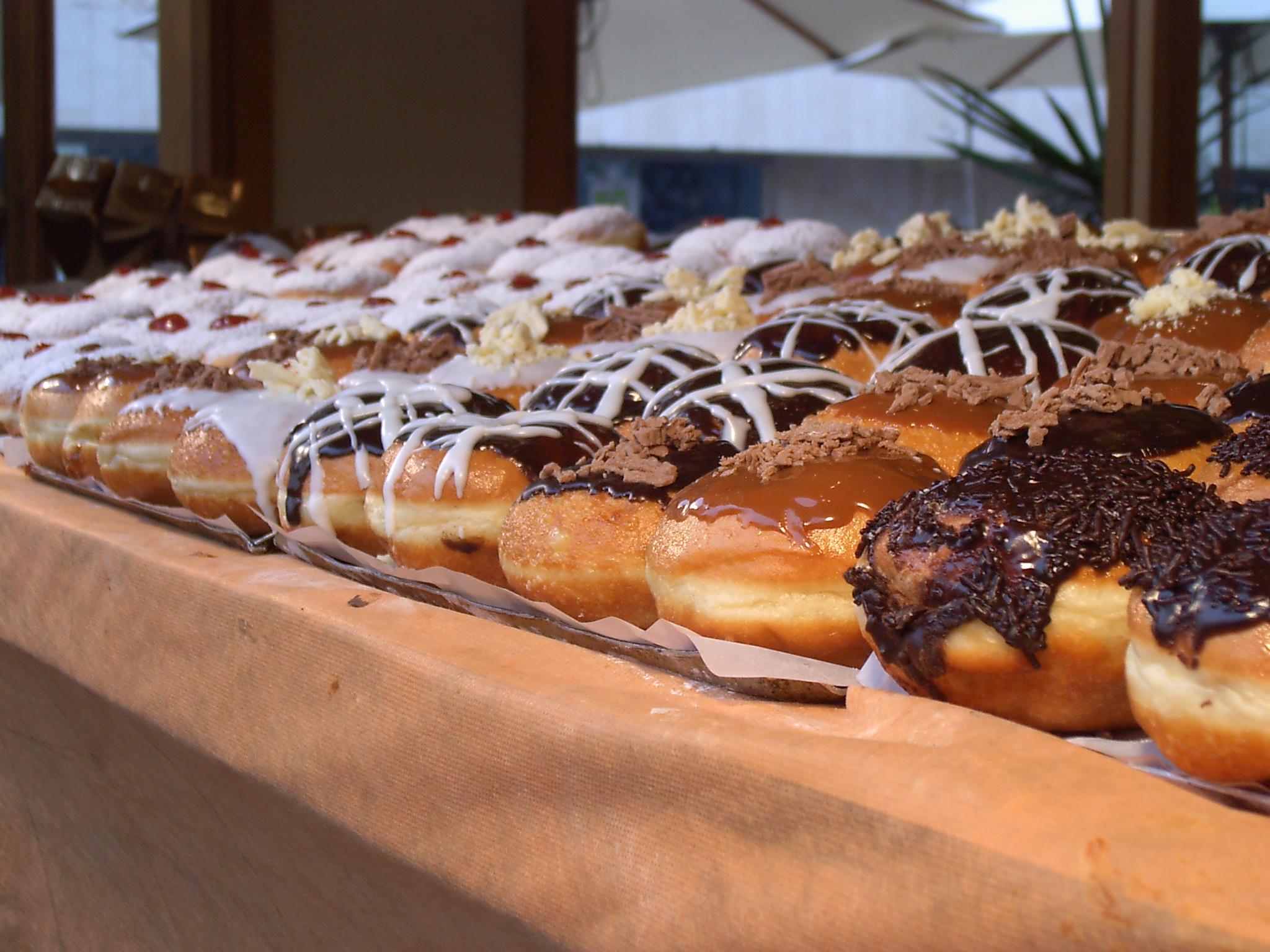
Sufganiya em uma padaria de Tel Aviv, Israel.